# 御成町 (台北市)
御成町（おなりちょう）は、日本統治時代の台湾における台北市の行政区画。一丁目から五丁目までで構成された。1923年に当時の日本の皇太子裕仁親王が台湾に行啓された記念碑（御成碑）がこの町内に建立されたことから、この名が付けられた。現在の中山北路一段および二段が御成町に含まれており、中正区、大同区、中山区の3つの市轄区と交接している。1940年に台北市内で初の交通信号機が設置された。

## 町内の施設
- 職業紹介所（二丁目）
- 淡水線大正街駅（二丁目）
- 御成町市場（二丁目、現在の中山市場）
- 御成町郵便局（二丁目、現在の台北中山郵局）
- アメリカ領事館（三丁目、アート映画シアター・光點台北として使用中）